# Олешки
Оле́шки — місто в Україні, центр Олешківської міської громади Херсонського району Херсонської області. Населення становить 24 383 осіб (2021 р.). Місто лежить на лівому березі річки Конка, оточенне зі сходу та півдня Олешківськими пісками.

## Історія

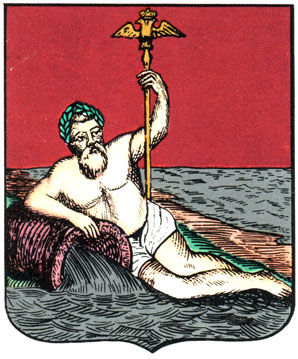
Герб Олешок від 17 (29) листопада 1844 року
Герб Олешок від 21 липня (2 серпня) 1893 року

В десяти кілометрах від міста, на острові Маслов (Великий Потьомкінський) в Х — XIII ст. існувало слов'янське торговельне місто Олешшя, яке було опорним пунктом Київської Русі в нижній течії р. Дніпра.
У 1711—1728 роках в урочищі Олешки розташовувалась Олешківська Січ. Тож 1711 рік вважається і датою заснування поселення Олешки.
З 1784 по 1802 рік — місто мало назву Дніпровськ.
З 1802 до 1920 року Олешки були центром Дніпровського повіту Таврійської губернії. 26 липня 1893 року затверджено герб міста Олешки: на блакитному тлі срібна запорозька галера зі згорнутими вітрилами; у вільному куті щита герб Таврійської губернії.
За радянських часів в 1928 році містечко було перейменоване на Цюрупинське на честь радянського діяча Олександра Цюрупи, який тут народився. Під час німецької окупації селищу повернули назву Олешки та зробили центром Олешківської округи. Після 1956 року селище отримало статус міста та змінило назву на Цюрупинськ.
19 травня 2016 року в рамках виконання українського закону про декомунізацію місту повернено назву Олешки.

### Російське вторгнення в Україну (2022)
24 лютого 2022 року місцеві жителі повідомили про вибухи. Місто було окуповане російськими військами.
27 лютого окупанти обстріляли центральне кладовище в Олешках, зруйновано пам'ятники та під обстріл потрапили довколишні вулиці.
8 березня у місті відбувся масштабний мітинг проти окупації, мешканці вийшли в центр міста з українськими прапорами під гаслом «Олешки-це Україна!».
9 червня окупанти демонтували тризуб з центральної площі міста.
3 вересня Євген Рищук, Олешківський міський голова, та Сергій Братчук, речник ОВА, повідомили про знищення російського складу з боєприпасами та технікою у Олешках.
20 листопада ЗСУ вдарили по місцевому стадіону «СТАРТ», де розміщувалися окупанти.
9 січня 2023 року «Міністерством охорони здоров'я Херсонської Області» яке було влаштовано окупантами був підписаний «наказ» в якому йдеться про остаточне закриття 7 лікарень на лівобережжі Херсонщини, про міську лікарню також було згадано.
Внаслідок підриву окупантами Каховської ГЕС в ніч на 6 червня 2023 року більшу частину міста було затоплено, рівень затоплень сягав 2-4 м. Російські війська перешкоджали евакуації жителів, здійснюючи обстріли території. Кількість загиблих за різними даними складає від 9 до 69 осіб.
19 червня 2023 року Центр національного спротиву повідомив, що кількість загиблих внаслідок підриву Каховської ГЕС вже сягала понад 500 мешканців окупованих Олешок, які загинули через те, що військові РФ відмовили в евакуації тим, хто не має російського паспорта.

### Загиблі внаслідок російського вторгнення в Україну
24 лютого 2022 також загинула Свіргун Ольга Анатоліївна при виконанні бойового завдання, коли разом з побратимами потрапила у ворожу засідку поблизу м. Олешки в Херсонській області.
26 лютого поблизу міста загинув Семенюк Володимир Русланович.

## Географія

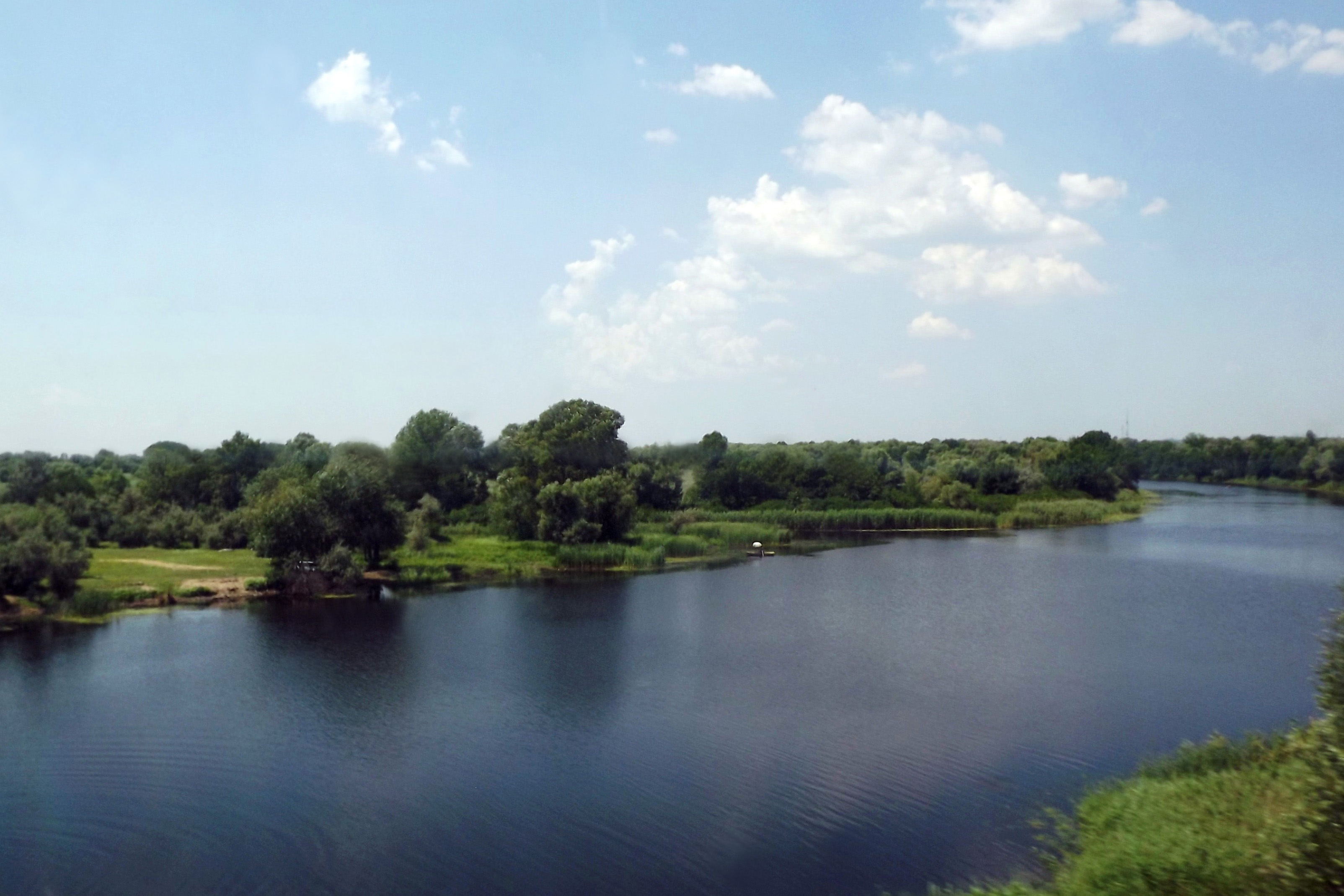
Річка Конка поблизу Олешок

Олешки розташовані на півдні України, за 4 км від Херсона. Місто має Т-подібну форму. Із заходу на схід простягається на 4 км, з півночі на південь — на 9 км, по периметру — 29 км. Середня висота над рівнем моря — 9 м. Площа становить 60 км².

### Природа
На схід від міста розташовані Олешківські піски — друга за розмірами пустеля Європи, навколо яких зеленіє 45 тис. га соснового лісу, багатого на дичину та гриби. Екологічно чисте та безпечне навколишнє середовище забезпечує хвойний ліс, який очищає та збагачує киснем повітря, а наявність річок, озер та плавнів створює хороший мікроклімат.

### Гідрографія
На західній стороні від міста з річки Конки витікає річка Перебійна. Через північну частину міста тече річка Чайка.

### Природні ресурси

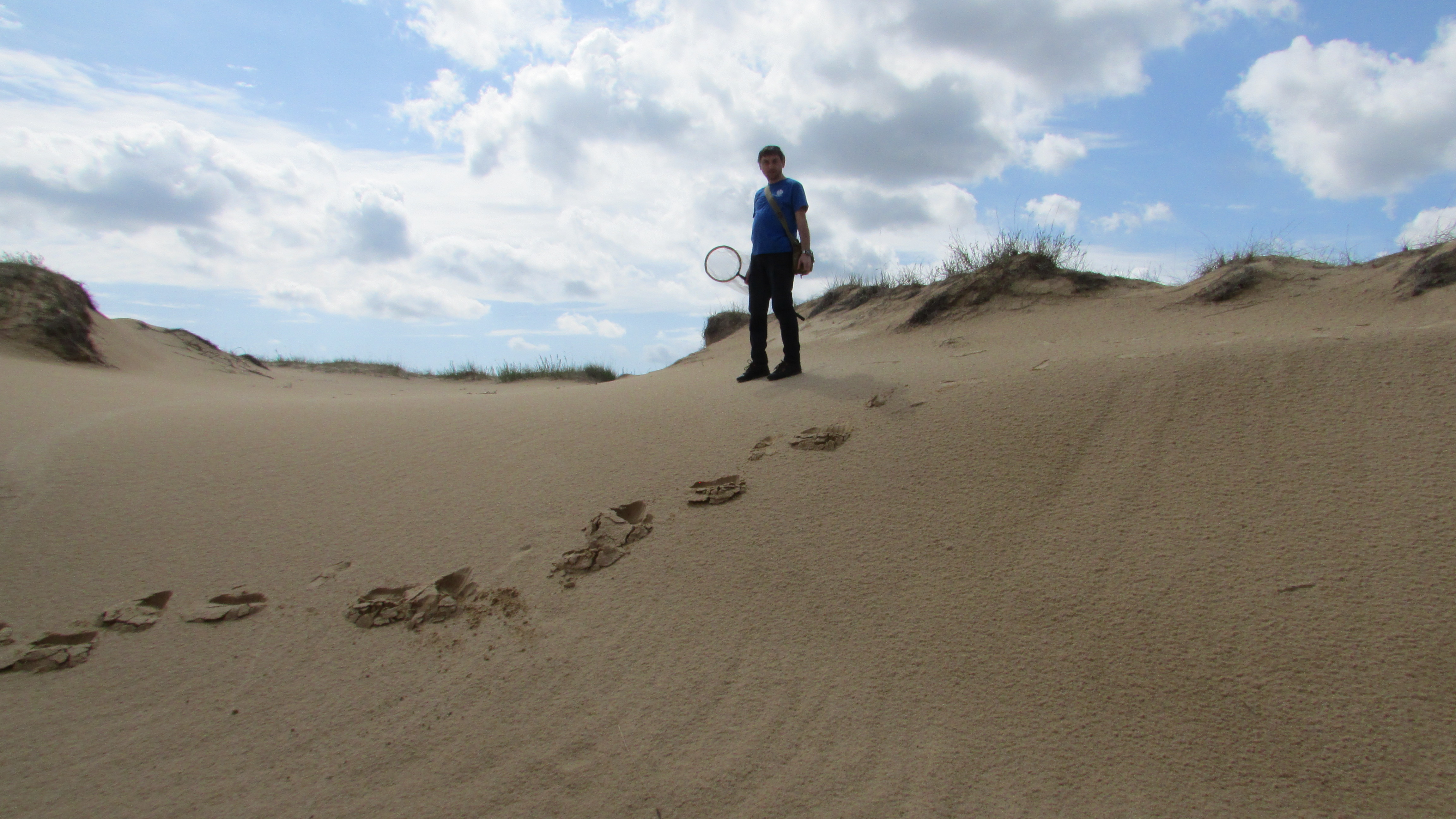
Олешківські піски

Природно-ресурсний потенціал міста становлять ліс, підземні поклади прісної води та пісок. На під'їзді до міста розташоване йодове озеро з лікувальними властивостями. Важливим рекреаційним і туристичним ресурсом є Національний природний парк «Олешківські піски», центральний офіс розміщений в Олешках, а широко відома напівпустеля — поблизу с. Раденськ
Олешківського району.

### Клімат
Місто знаходиться у зоні, котра характеризується вологим континентальним кліматом з теплим літом. Найтепліший місяць — липень із середньою температурою 22.9 °C (73.2 °F). Найхолодніший місяць — січень, із середньою температурою -1.7 °С (28.9 °F).
| Клімат Олешок           | Клімат Олешок | Клімат Олешок | Клімат Олешок | Клімат Олешок | Клімат Олешок | Клімат Олешок | Клімат Олешок | Клімат Олешок | Клімат Олешок | Клімат Олешок | Клімат Олешок | Клімат Олешок | Клімат Олешок |
| Показник                | Січ.          | Лют.          | Бер.          | Квіт.         | Трав.         | Черв.         | Лип.          | Серп.         | Вер.          | Жовт.         | Лист.         | Груд.         | Рік           |
| Абсолютний максимум, °C | 15            | 18,6          | 22,1          | 32            | 37,7          | 39,5          | 40,5          | 40,7          | 33,3          | 32            | 21,8          | 16,5          | 40,7          |
| Середній максимум, °C   | 1,4           | 2,3           | 7,7           | 15,7          | 22,3          | 26,4          | 29,3          | 28,9          | 22,8          | 15,6          | 7,8           | 2,8           | 15,3          |
| Середня температура, °C | −1,7          | −1,3          | 3,2           | 10,1          | 16,1          | 20,4          | 22,9          | 22,3          | 16,7          | 10,4          | 4,1           | −0,2          | 10,3          |
| Середній мінімум, °C    | −4,5          | −4,5          | −0,5          | 5             | 10,1          | 14,6          | 16,8          | 16            | 11,3          | 5,9           | 1             | −2,8          | 5,7           |
| Абсолютний мінімум, °C  | −26,3         | −24,4         | −20,2         | −7,9          | −1,5          | 5,8           | 9,2           | 6,6           | −5            | −7,6          | −16,2         | −22,2         | −26,3         |
| Норма опадів, мм        | 29            | 30            | 29            | 32            | 39            | 52            | 44            | 35            | 42            | 32            | 38            | 33            | 435           |
| Днів з опадами          | 15            | 12            | 11            | 11            | 9             | 9             | 7             | 6             | 7             | 6             | 11            | 14            | 118           |
| Днів з дощем            | 8             | 7             | 9             | 12            | 11            | 11            | 9             | 6             | 9             | 9             | 11            | 10            | 112           |
| Днів зі снігом          | 11            | 10            | 6             | 1             | 0             | 0             | 0             | 0             | 0             | 0,3           | 4             | 8             | 40            |
| Вологість повітря, %    | 86            | 83            | 78            | 69            | 66            | 66            | 63            | 62            | 69            | 77            | 85            | 87            | 74            |
| ----------------------- | ------------- | ------------- | ------------- | ------------- | ------------- | ------------- | ------------- | ------------- | ------------- | ------------- | ------------- | ------------- | ------------- |
| Джерело: Weatherbase    |               |               |               |               |               |               |               |               |               |               |               |               |               |

## Населення
Олешки — невіддільна частина Херсонської агломерації. У радянські часи існував план з'єднати Херсон із цим містом.
| Рік         | 1859 | 1897 | 1923 | 1926 | 1939   | 1959   | 1970   | 1979   | 1989   | 2001   | 2011   | 2021   |
| ----------- | ---- | ---- | ---- | ---- | ------ | ------ | ------ | ------ | ------ | ------ | ------ | ------ |
| Чисельність | 6526 | 8999 | 5165 | 4952 | 11 369 | 11 689 | 16 114 | 20 239 | 24 760 | 24 123 | 25 217 | 24 383 |

У 1920—1930-х роках населення міста мало тенденцію до повільного спадання, фактичний приріст населення становив лише 0,3 %. У роки німецько-радянської війни зменшення населення міста пришвидшилось: у порівнянні з 1920 роком населення зменшилося на 17 %.

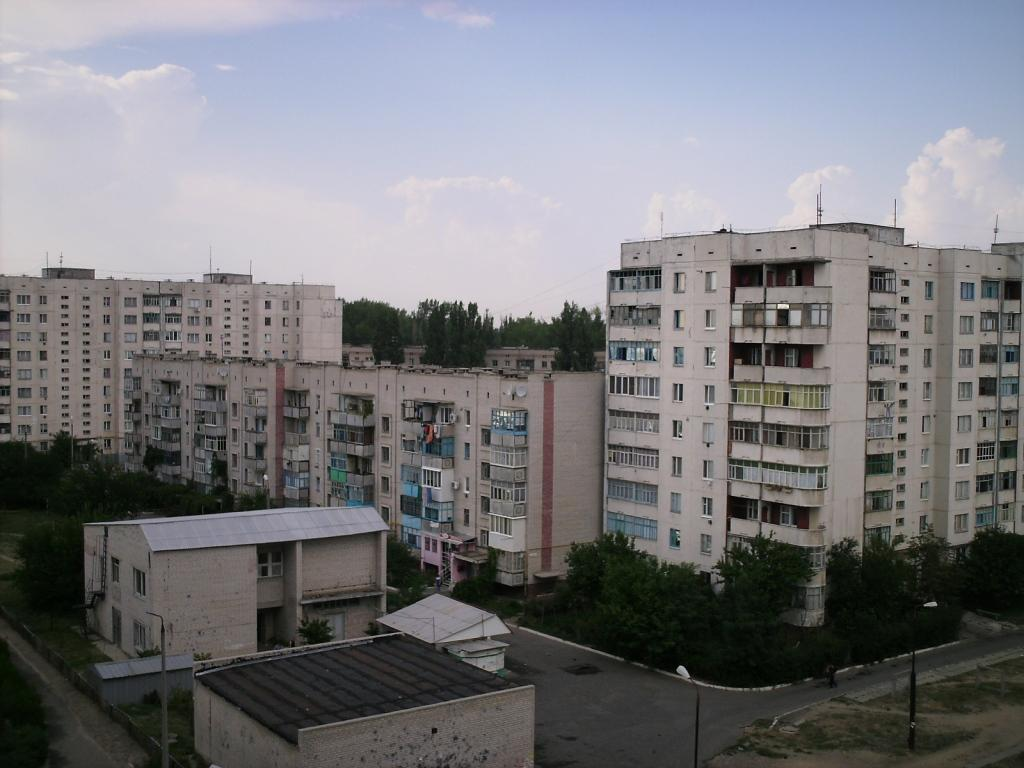
Вулиця Східна

Лише у повоєнні 1950—1990 роки населення почало зростати на 1,5—2 % на рік. Після будівництва целюлозно-паперового комбінату в 1960 році спостерігався швидкий міграційний приріст населення, що зумовив розвиток соціальної сфери в місті й будівництво нового мікрорайону «Житлоселище». У 1990-х роках через економічну і соціальну кризу кількість мешканців Олешок знизилась, проте до 2001 року населення стабілізувалось. Існує тенденція до зростання народжуваності та зниження рівня смертності.

### Національний склад
У 1939 році українці становили 82 % всього населення міста, а в 1980 — не більше 76 %. Чоловіків було 48 %, жінок — 52 %.
Розподіл населення за національністю за даними перепису 2001 року:
| Національність  | Відсоток |
| --------------- | -------- |
| українці        | 78,37%   |
| росіяни         | 18,31%   |
| білоруси        | 0,77%    |
| роми            | 0,54%    |
| вірмени         | 0,44%    |
| болгари         | 0,17%    |
| татари          | 0,15%    |
| молдовани       | 0,15%    |
| поляки          | 0,14%    |
| євреї           | 0,11%    |
| інші/не вказали | 0,85%    |

### Мовний склад
Рідна мова населення за даними перепису 2001 року:
| Мова            | Чисельність, осіб | Доля   |
| --------------- | ----------------- | ------ |
| Українська      | 16 315            | 67,95% |
| Російська       | 7 434             | 30,96% |
| Ромська         | 69                | 0,29%  |
| Вірменська      | 61                | 0,25%  |
| Білоруська      | 41                | 0,17%  |
| Румунська       | 16                | 0,07%  |
| Болгарська      | 8                 | 0,03%  |
| Інші/Не вказали | 67                | 0,28%  |
| Разом           | 24 011            | 100%   |

## Промисловість

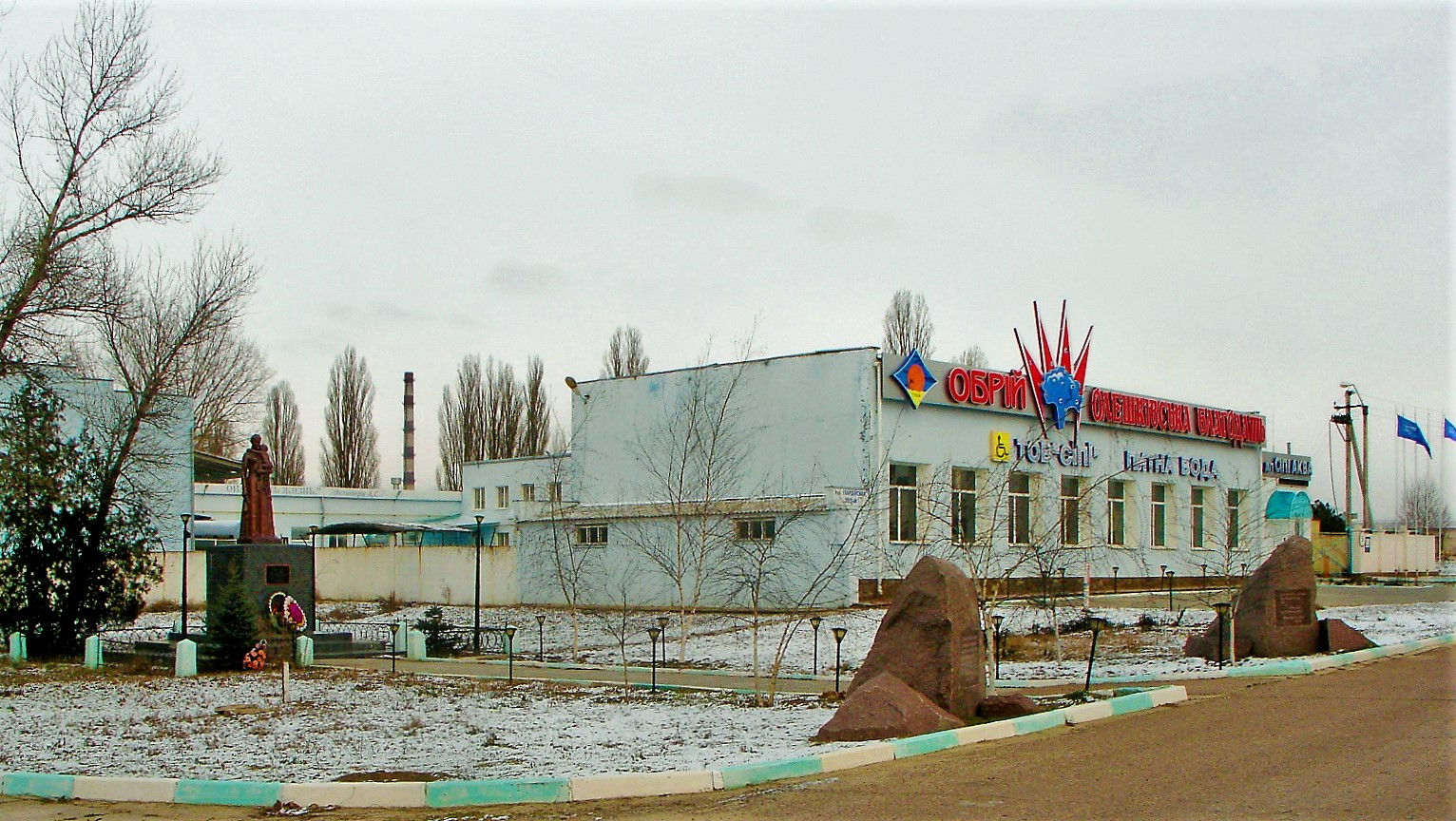
Завод безалкогольних напоїв ДП «СІТІ-АКВА»

Місто розташоване поблизу Олешківських пісків, що дало можливість побудувати тут завод сухих будівельних сумішей. Олешківський пісок є ідеальною складовою для таких сумішей, адже в процентному співвідношенні містить багато кварцу.
В Олешках працює паперовий комбінат — єдине місце в Україні, де виробляють папір для фільтрів машин.
У місті також працюють маслоробний та виноробний заводи і завод металевих виробів, швейна фабрика, рибне господарство Херсонського рибокомбінату та Нижньодніпровська науково-дослідна станція для заліснення пісків і виноградарства на пісках.
З 2005 року працює завод безалкогольних напоїв ДП «СІТІ-АКВА».
В Олешках зареєстрований 41 суб'єкт підприємництва — юридичних, та 87 суб'єктів підприємництва — фізичних осіб. Місто має значний потенціал розвитку будівельних та дорожніх організацій; тут зароджується конкурентне середовище серед фінансово-кредитних установ (діють представництва трьох банків).

## Соціальна інфраструктура
У місті діють:
- 3 школи (Олешківська гімназія, Олешківський ліцей №2, Олешківський опорний заклад освіти № 4)
- 3 будинки-інтернати
- 4 дитячих садочки
- КЗ «Олешківський районний центр культури та дозвілля імені Т. Г. Шевченка»
- Районна бібліотека для дорослих, Районна бібліотека для дітей, три міських бібліотеки
- Дитяча музична школа
- Центр дитячої та юнацької творчості
- спортивна школа, 3 спортивні клуби, стадіон та станція юних техніків.

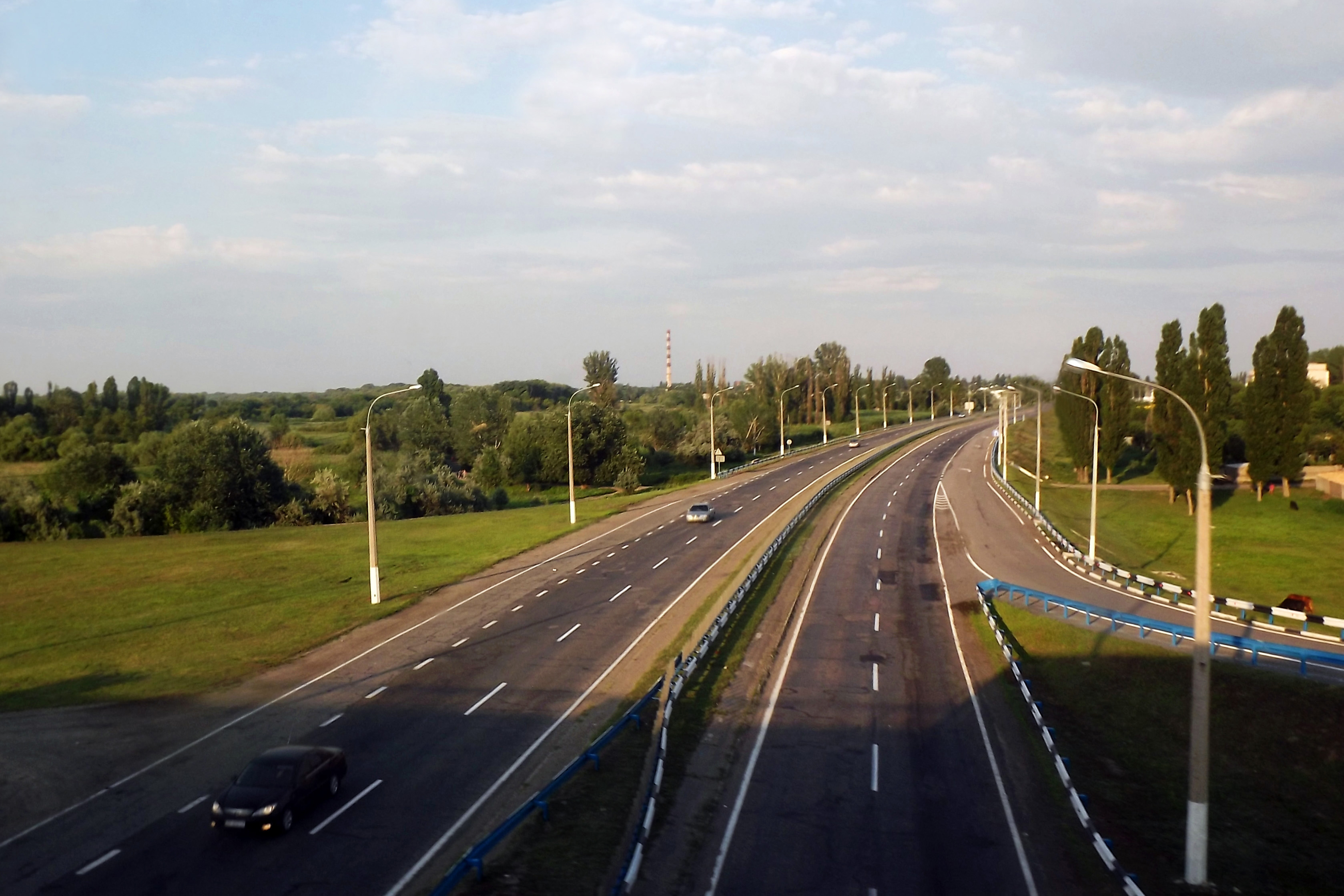
Автошлях у межах міста

## Транспорт
Через Олешки проходить автотраса міжнародного значення М17 (частина європейського маршруту E97), а також регіональна дорога Р57.
Пасажирські транспортні підприємства СП «Ямак» та ВАТ «Олешки-автотранс» здійснюють перевезення пасажирів у межах району та обласного центру.

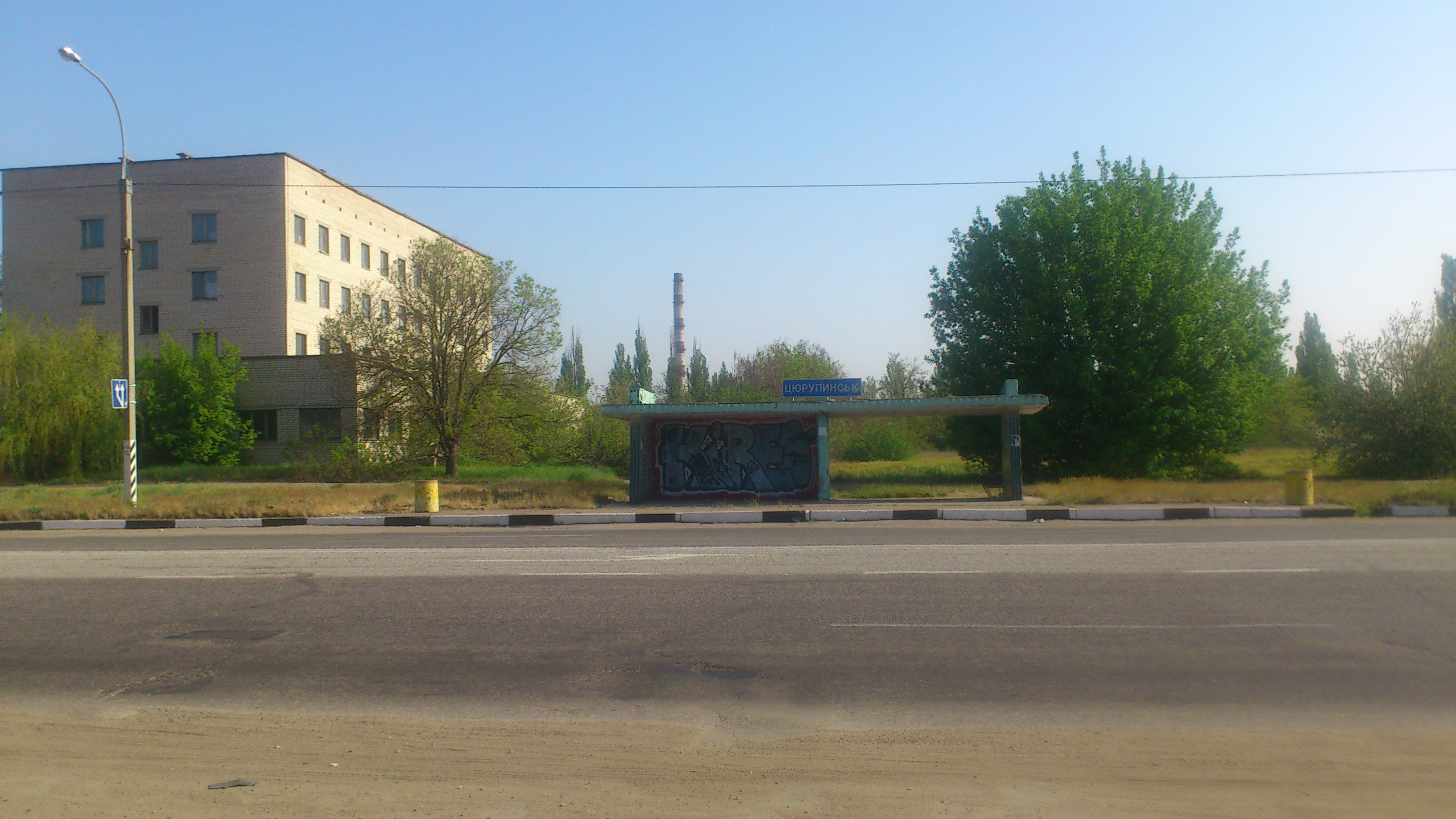
Автобусна зупинка на трасі біля Олешок

## Зв'язок
Послуги зв'язку абонентам надає центр електрозв'язку № 5 ВАТ «Укртелеком».

## Енергетика
Комунальні підприємства:
- МКП «Комбінат комунальних підприємств»
- МКП «Водоканал»
- МКП «Олешкитеплокомуненерго»
- МКП «Теплотехнік»
- МКП «Олешки-комунгосп»
- КП «Олешки-сервіс»

## Засоби масової інформації

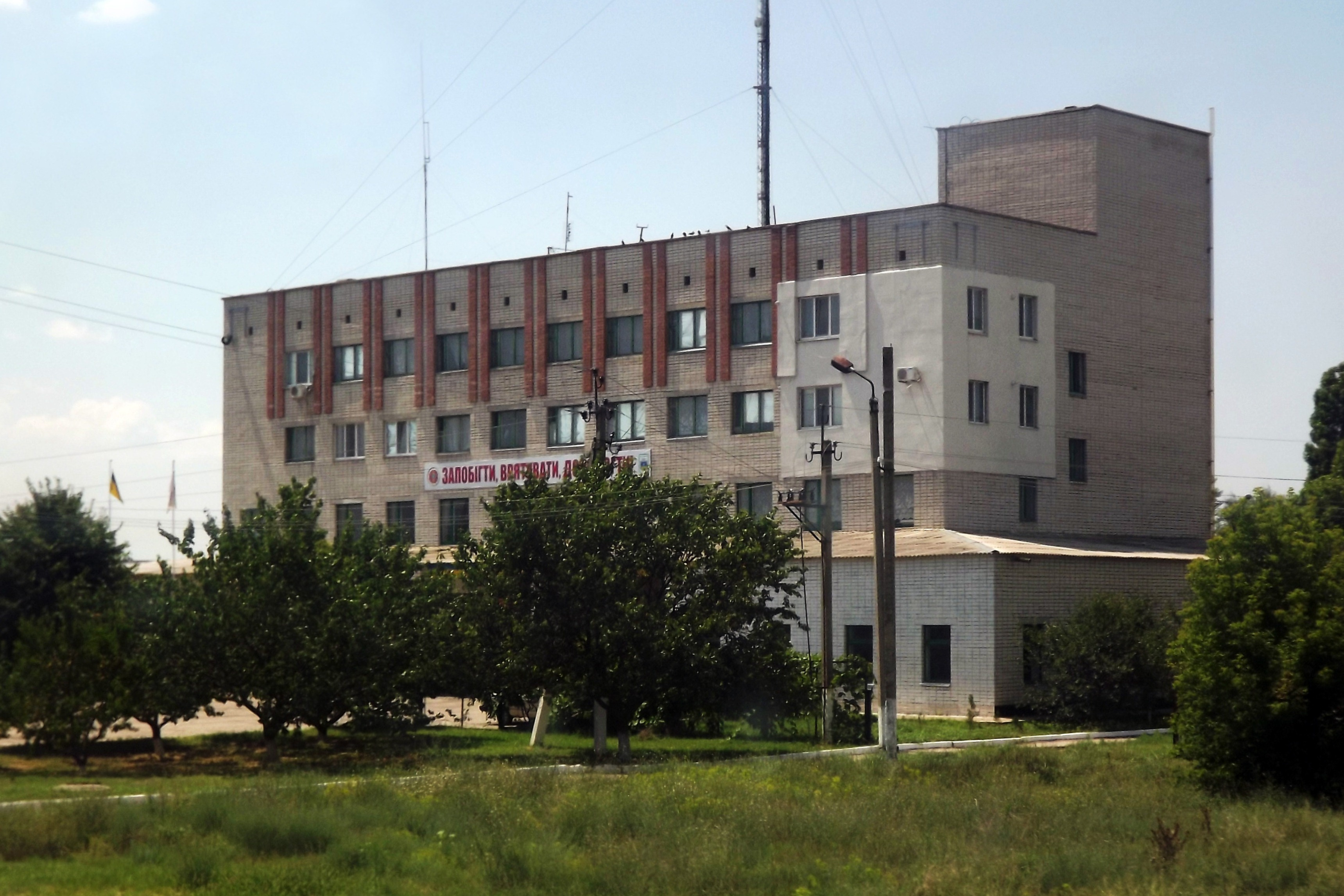
Пожежна частина

- Газета «Вісник Олешшя»
- МП «Тоніс» (кабельне телебачення)
- ТРК «ВТВ плюс»
- ТРК «Скіфія»
- «Олешки Online» (онлайн спільнота олешківців)
- Район.Херсон [26] — видання Національної мережі гіперлокальних медіа Район.in.ua [27], яке пише про Херсонський район в цілому.

## Пам'ятки
- Олешківська Січ Славного Війська Запорізького Низового (1711–1728). Заснована, як і Кам'янська, запорожцями, що підтримали повстання Мазепи 1708 — 1709 рр. Перебувала під протекторатом Кримського ханства. З історією Олешківської Січі пов'язані імена кошового отамана Костя Гордієнка й графа Григорія Орлика. Досліджено залишки вала й куреня-напівземлянки.
- Пам'ятний знак на честь Олешківської Січі (1991). Виготовлений із дерева скульптором Н. А. Гепардом у формі стилізованої арки-дзвіниці, увінчаної хрестом.
- Фортеця (1772). Земляне укріплення типу «блок-форт». Імовірно, зведено запорізькою командою полковника Опанаса Ковпака, згодом реконструйоване під керівництвом М. І. Кутузова. Добре збереглися земляні вали.
- Успенський монастир. Заснований у 1896 році. На початку XX століття складався з Успенського собору, трапезної, дзвіниці, каплиці, келій, господарських будівель, огорожі з вежами, — усе в російсько-візантійському стилі. У роки радянської влади більшість будівель комплексу було зруйновано. До наших днів зберігся тільки один будинок початку XX століття, декорований у псевдоруському стилі.
- Фамільний склеп-каплиця Панкеєвих (початок XX століття). Споруджений у стилі неокласицизму. Належав купецькій родині Панкеєвих — відомих благодійників Дніпровського повіту Таврійської губернії.
- Могила полковника Федора Піроцького (1898). Над могилою винахідника трамваю, що походив із козацької старшини, спочатку була встановлена мармурова плита, яка в радянський час була доповнена стелою з барельєфом ученого.
- Комплекс споруд повітової лікарні (початок XX століття). Побудований на кошти лікаря К. І. Ельяшева. Складається з центрального корпусу, будинку лікаря та скверу з могилою К. І. Ельяшева. Становить інтерес як зразок лікарняної забудови садибного типу.
- Синагога (друга половина ХІХ століття). Споруджена в неоренесансних формах з ремінісценціями неокласицизму. Стіни насичені ліпним декором.
- Земська школа (1880-ті роки). Споруджена в стилі неокласицизму в дусі типових проектів навчальних будинків.
- Міське училище (кінець XIX — початок XX століття). Споруджена в стилі неокласицизму. Первісний декор фасадів, ймовірно, втрачений.
- Особняк городничого (початок XX століття). Споруджений у формах ренесансно-барочних стилізацій.
- Пам'ятник Миколі Кулішу. Встановлений на честь видатного українського письменника й драматурга М. Г. Куліша, життя та діяльність якого пов'язані з Олешками. Скульптор — Шапко Іван Григорович.
- Меморіал «Борцям за Волю України», встановлений поблизу міста влітку 2007 року.
- у січні 2015 року демонтували пам'ятник Дзержинському — розташовувався біля районного відділення міліції.

## Храми
- Свято-Введенська Парафія УПЦ МП
- Парафія Покрови Пресвятої Богородиці Харківсько-Полтавська єпархія Української Автокефальної Православної Церкви (оновлена)
- Церква Різдва Іоанна Хрестителя ПЦУ. вул. Олімпійська, 107-в
- Церква святої рівноапостольної Ніни УПЦ МП (Хуторище)
- Свято-Георгіївська парафія УПЦ МП, вул. Куліша, 6-а
- Римо-Католицька Парафія св. Антонія, вул. Олімпійська, 64

## Медичні заклади
У місті розміщена центральна районна лікарня на 365 ліжок.

## Урбаноніми
В Олешках нараховується понад 50 вулиць, у тому числі 9 провулків.

### Вулиці
- 8 Березня
- Балашова Луки
- Велика Садова
- Виговського Івана
- Гвардійська
- Гірника Олекси
- Гошкевича Віктора
- Грушевського Михайла
- Декабристів
- Дніпровська
- Київська
- Крилова
- Лагерна
- Леваневського
- Мазепи Івана
- Матвєєва Євгена
- Миру
- Михайлова Юхима
- Молодіжна
- Нижня
- Озерна
- Олешківської Січі
- Олімпійська
- Панкєєвих
- Паркова
- Пароходна
- Поштова
- Пролетарська
- Пулюя Івана
- Річна
- Санаторна
- Сікорського Ігоря
- Софіївська
- Теліги Олени
- Фермерська
- Хмельницького Богдана
- Центральна
- Шаталова
- Шевченка Тараса
- Шкільна
- Южакова

### Провулки
- Баштанний
- Квітучий
- Лесі Українки
- Медичний
- Олешківський
- Ольжича Олега
- Перемоги
- Симоненка Василя
- Стуса Василя

## Відомі люди

### У місті народилися
- Балашов Лука Лукич (1923—1996) — конструктор космічних систем, лауреат Ленінської і Державних премій СРСР;
- Бєгіу Денис Олександрович (1994—2014) — військовик, загинув при виконанні бойових обов'язків, під час російсько-української війни під Шахтарськом;
- Головіна Галина Борисівна (1903—1977) — майстер художньої кераміки та порцеляни;
- Кіпішинов Геннадій Юрійович (1975—2014) — військовик, загинув при виконанні бойових обов'язків, під час російсько-української війни;
- Кравченко Вікторія Анатоліївна (нар. 1979) — українська легкоатлетка, Заслужений майстер спорту України, триразова срібна призерка Літніх Паралімпійських ігор 2008 та 2012 років;
- Круглякова-Невель Ніна Іллівна (1885—1974) — українська радянська скульпторка;
- Кудієвський Костянтин Гнатович (1923—1992) — український письменник-марініст, журналіст, кінодраматург;
- Куліш Володимир Миколайович (1917-?) — український письменник. Псевдоніми — Степан Євин, Серафима Гусочка. Член АДУКу — Асоціації Діячів Української Культури;
- Мазін Сергій Петрович (1985—2022) — підполковник Збройних сил України; учасник російсько-української війни.
- Матвєєв Іван Іванович (1890—1918) — учасник громадянської війни в Росії, командувач Таманської армії;
- Михайлів Юхим Спиридонович (1885—1935) — український художник, поет і мистецтвознавець;
- Олексюк Олег Васильович (нар. 1970) — український письменник, поет, прозаїк, пісняр, громадський діяч.
- Підборіжний Олександр Миколайович (1995—2022) — старший солдат Національної гвардії України, учасник російсько-української війни.
- Райко Пелагея Андріївна (1928—2004) — українська малярка-самоучка;
- Цюрупа Олександр Дмитрович (1870—1928) — радянський державний та партійний діяч, член ЦВК СРСР 1—4 скликань, член ЦК ВКП(б) (1923—1928), ініціатор запровадження в державі продовольчої диктатури, один з організаторів продзагонів.